# Ненад Филиповић (фудбалер)
Ненад Филиповић (Ужице, 24. април 1987) је српски фудбалски голман. Био је члан младе репрезентације Србије.

## Каријера
Прошао је млађе категорије београдског Рада, затим је искуство стицао у тадашњем трећелигашу Бечеју а деби у Суперлиги Србије је имао у дресу Баната из Зрењанина. У лето 2008. прешао је у мађарски Видеотон где није успео да се избори за минутажу. Потом је играо и за МТК из Будимпеште где је наступио на осам првенствених сусрета.
Уследио је повратак у Србију где је већу шансу добио у екипи Телеоптика када је у сезони 2011/12. бранио на 28 утакмица у Првој лиги Србије. У сезони 2012/13. наступао је за бугарски Етар из Великог Трнова да би у лето 2013. прешао у Раднички из Ниша. У екипи Радничког је провео наредне две и по сезоне током којих је одиграо 18 првенствених утакмица.
Крајем децембра 2015. вратио се у Рад, где у наредних сезону и по брани на 25 утакмица. У јуну 2017. прешао је у шабачку Мачву. У дебитантској сезони Мачве у Суперлиги, Филиповић је бранио на 29 утакмица. У лето 2018. потписао је за ТСЦ из Бачке Тополе. Био је стандардан у екипи ТСЦ-а која је у сезони 2018/19. освојила прво место у Првој лиги Србије и тако изборила пласман у Суперлигу Србије. Након завршетка такмичарске 2022/23, Филиповић је напустио ТСЦ. У сезони 2023/24. наступао је за Чукарички.

## Трофеји, награде и признања

### Екипно
ТСЦ
- Прва лига Србије: 2018/19.[10]

### Појединачно
- Награда Дискретни хероји за хуманост (заједно с Гораном Антонићем, Ифетом Ђаковцем, Јосипом Ћалушићем и Мартином Мирчевским)[13]